# 勒吕德
勒吕德（法語：Le Lude，法語發音：[lə lyd]）是法国萨尔特省的一个市镇，属于拉弗莱什区。该市镇于2018年由原勒吕德与市镇迪塞苏勒吕德合并而成。

## 地理
勒吕德（47°38'42"N, 0°9'11"E）面积68.36 平方千米，位于法国卢瓦尔河地区大区萨尔特省，该省份为法国西北部内陆省份，北起顺时针与奥恩省、厄尔-卢瓦省、卢瓦-谢尔省、安德尔-卢瓦尔省、曼恩-卢瓦尔省和马耶讷省接壤，是法国大西部的入口，连接卢瓦尔河谷、布列塔尼和巴黎盆地。
与勒吕德接壤的市镇（或旧市镇、城区）包括：吕谢-普兰热、库隆热、欧比涅拉康、拉沙佩勒欧舒、萨维涅苏勒吕德、努瓦扬维拉日、托雷莱潘。
勒吕德的时区为UTC+01:00、UTC+02:00（夏令时）。

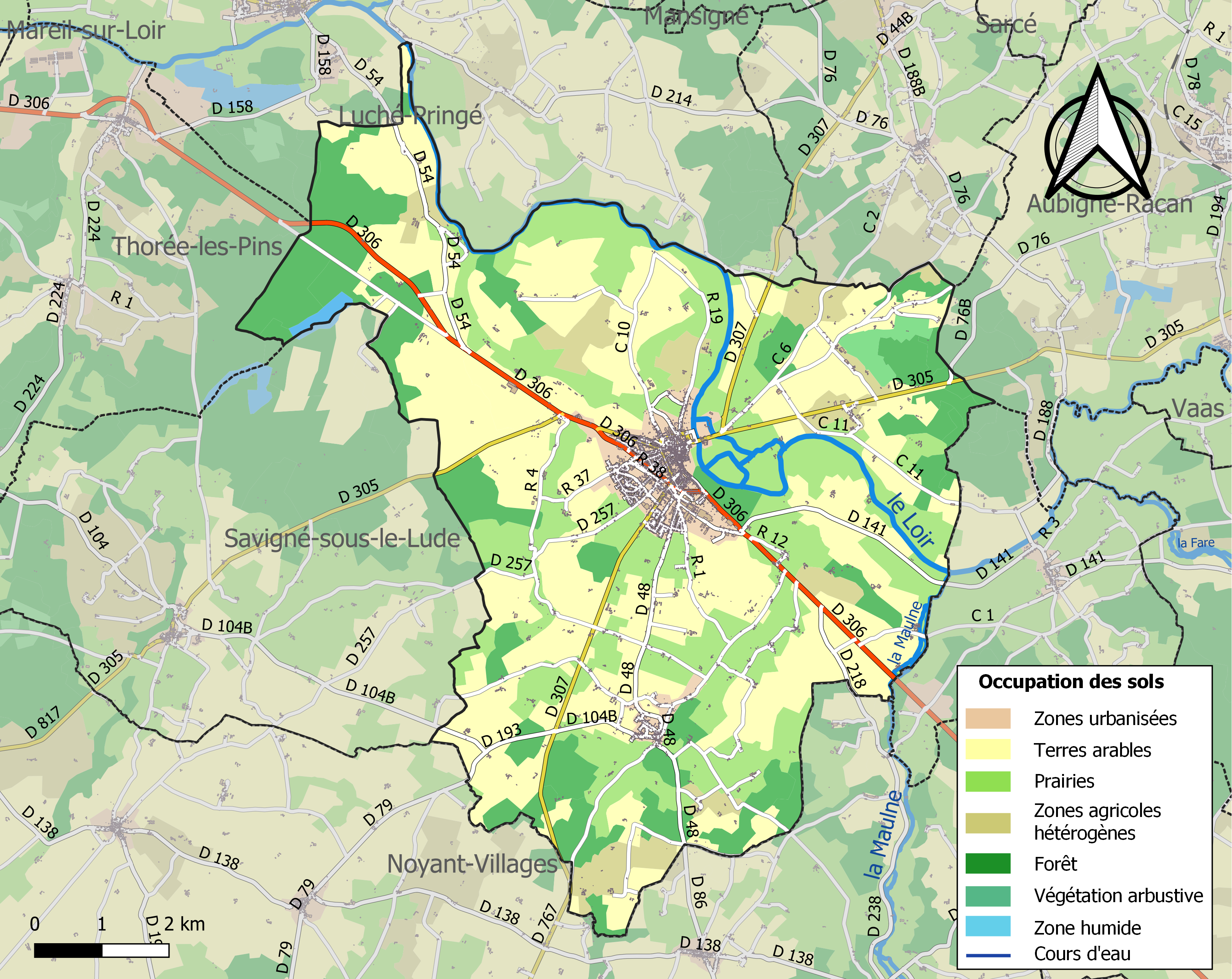
勒吕德的OSM定位图

## 行政
勒吕德的邮政编码为72800，INSEE市镇编码为72176。

## 政治
勒吕德所属的省级选区为勒吕德县。

## 人口

1962-2008年间勒吕德人口变化图示

勒吕德于2022年1月1日时的人口数量为4016人。

## 建筑
- 勒吕德城堡